# Exoprosopa fumosa
Exoprosopa fumosa är en tvåvingeart som beskrevs av Cresson 1919. Exoprosopa fumosa ingår i släktet Exoprosopa och familjen svävflugor. Inga underarter finns listade i Catalogue of Life.